# Liebigit
Liebigit – rzadki minerał z klasy węglanów.
Liebigit został nazwany na cześć barona Justusa von Liebig, profesora chemii na Uniwersytecie w Monachium.

## Właściwości
Krystalizuje w układzie rombowym. Wykształca kryształy o pokroju krótkopryzmatycznym i ziarnistym. Jest minerałem przezroczystym do przeświecającego oraz radioaktywnym. Posiad szklisty lub perłowy połysk oraz jasnozieloną rysę.

## Występowanie
Występuje w strefie utleniania złóż uranu. Także w polimetalicznych żyłach uranu. Towarzyszą mu najczęściej gips, uraninit, autunit, uranofan, kalcyt i bizmut. 

## Miejsce występowania
Typowym miejscem występowania jest Turcja. Spotykany także w Austrii, Czechach, Niemczech, Anglii i USA (Kolorado, Utah, Wyoming).